# Viktor Kjäll
Viktor Erik Kjäll, född den 13 juni 1985 i Västerås Skerike församling i Västerås, är en svensk curlingspelare. Han är etta i Lag Edin från Karlstad CK, som vann EM-guld 2009, och representerade Sverige vid de Olympiska vinterspelen 2010.